# Bird City
Bird City är en ort i Cheyenne County i Kansas. Vid 2020 års folkräkning hade Bird City 437 invånare.